# Zebră
Zebra este reprezentată de trei specii de animale care fac parte din genul Equus, ordinul imparicopitatelor (Perissodactyla):
- Zebra lui Grévy (Equus grevyi)
- Zebra de stepă (Equus quagga)
- Zebra de munte (Equus zebra).

Încrucișările dintre zebre și cai au dat naștere la „zebroide”, o variantă intermediară între zebră și cal, și la „zebrule”, o încrucișare între zebră și măgar.
Zebrele sunt foarte greu de domesticit și nu au devenit niciodată animale de călărie.

## Răspândire
Locul lor de origine este tot continentul african, în nordul continentului fiind deja în perioada antică exterminată. Cea mai răspândită variantă este zebra de stepă, care trăiește în savanele din Sudan și Etiopia de Sud, Africa de Est până în Africa Sudică de Vest. Zebra Grevy trăiește în regiunile cu tufișuri aproape uscate și savane este răspândită în Africa de Est, Kenya, Etiopia și Somalia. Este un animal ierbivor nerumegător. Zebra de munte trăiește pe un areal geografic mult mai restrâns ca celelate două variante, fiind răspândită numai în regiunile mai înalte până la altitudinea de 2000 m deasupra n.m. regiuni situate în Namibia și Africa de Sud.